# 在黑暗中起舞
在黑暗中起舞(Dancing in the Dark)是首流行歌曲，作曲人是亞瑟·舒格瓦茲(Arthur Schwartz)，填詞人則為霍華·迪茨(Howard Dietz)。1931年由時事諷刺劇(Revue)The Band Wagon主持人John Barker介紹給世人，並在1953年的電影蓬車隊(The Band Wagon)中作為主題曲，因此大受歡迎也被收錄進美國流行金曲簿（Great American Songbook）。本歌曲被許多著名歌手翻唱過，如： 艾拉·費茲潔拉、法蘭克·辛納屈、弗雷德·阿斯泰爾、加農炮艾德利(Julian "Cannonball" Adderley)、黛安娜·克瑞兒、亞提·蕭與平·克勞斯貝等等。